# 科爾卡區
科爾卡區（西班牙語：Distrito de Ccorca），是秘魯的一個區，位於該國南部庫斯科大區的庫斯科省，始建於1942年1月14日，面積188.56平方公里，海拔高度3,635米，2005年人口2,441，人口密度每平方公里13人。